# 瑟勒河畔埃凯
瑟勒河畔埃凯（法語：Esquay-sur-Seulles，法語：[ekɛ syʁ sœl] ⓘ）是法国卡尔瓦多斯省的一个市镇，属于巴约区。

## 地理
瑟勒河畔埃凯（49°16'21"N, 0°37'22"W）面积2.9 平方千米，位于法国诺曼底大区卡爾瓦多斯省，该省份为法国西北部沿海省份，北濒大西洋英吉利海峡，东北与滨海塞纳省以海上边界相接，东临厄尔省，南至奧恩省，西与芒什省接壤。
与瑟勒河畔埃凯接壤的市镇（或旧市镇、城区）包括：圣马丹德桑特雷、大圣维戈尔、瑟勒河畔沃、贝桑地区维埃纳、瑟勒河畔克勒利、贝桑地区穆兰。

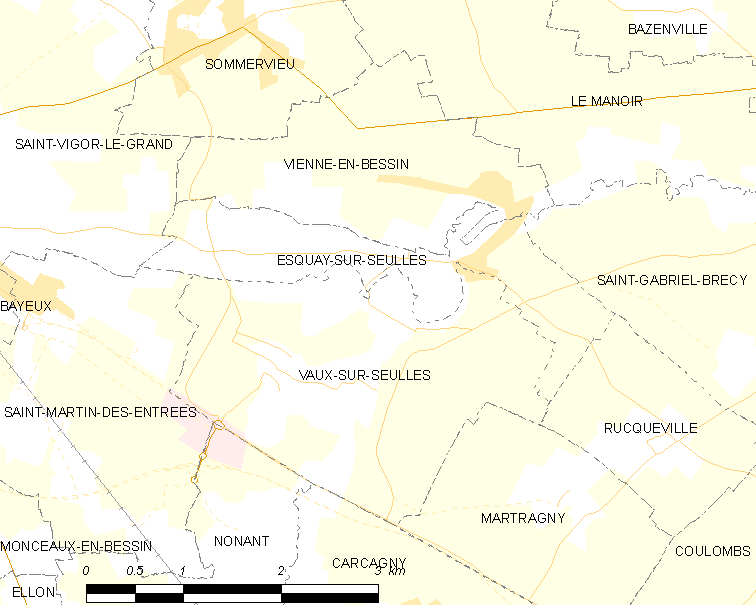
瑟勒河畔埃凯的OSM定位图

瑟勒河畔埃凯的时区为UTC+01:00、UTC+02:00（夏令时）。

## 行政
瑟勒河畔埃凯的邮政编码为14400，INSEE市镇编码为14250。

## 政治
瑟勒河畔埃凯所属的省级选区为巴约县。

## 人口

1962-2008年间瑟勒河畔埃凯人口变化图示

瑟勒河畔埃凯于2022年1月1日时的人口数量为292人。